# Nephodia subnigrata
Nephodia subnigrata là một loài bướm đêm trong họ Geometridae.